# Météorologue
Le météorologue ou météorologiste est le scientifique qui travaille en météorologie. Il peut être, soit un chercheur qui travaille à expliquer les phénomènes météorologiques, soit un praticien de cette science qui applique ses connaissances pour produire des prévisions. Dans ce second cas, on parlera souvent de prévisionniste,.

## Description
Les météorologues étudient l'atmosphère terrestre et ses interactions avec la Terre, les océans et la biosphère. Leurs connaissances en mathématiques appliquées et en physique leur permettent de comprendre toute la gamme des phénomènes atmosphériques, de la formation du flocon de neige jusqu'au climat général de la Terre.
Les météorologues en exploitation, dits prévisionnistes, analysent des données et les modèles de prévision numérique du temps afin de préparer quotidiennement des prévisions météorologiques. Les météorologues des applications collaborent avec les premiers au développement d'indices ou de modèles pour des secteurs tributaires des conditions météorologiques (météorologie agricole, indice forêt météo, météorologie aéronautique, météorologie maritime, etc.). 
Les météorologues peuvent aussi être des chercheurs. Ces derniers sont spécialisés dans des domaines comme :
- La climatologie pour estimer les diverses composantes du climat et leur variabilité pour déterminer, par exemple, le potentiel éolien d'une région donnée ou le réchauffement climatique ;
- La qualité de l'air où ils s'intéressent aux phénomènes de transport, de transformation et de dispersion des polluants atmosphériques et peuvent être appelés à concevoir des scénarios de réduction des émissions polluantes ;
- La convection atmosphérique pour raffiner les connaissances sur la structure et les forces en jeu dans les orages ou les cyclones tropicaux ;
- La modélisation de l'atmosphère et le développement de prévisions numériques du temps.

Les météorologues peuvent finalement être consultants privés ou publics pour :
- Analyser les répercussions des projets industriels et de l'activité humaine sur le climat et la qualité de l'air ;
- Donner des conseils concernant l'usage et l'interprétation d'information climatologique ;
- Faire de vulgarisation pour les spécialistes, les usagers ou le grand public ;
- Présenter la météo dans les médias.

## Formation
Pour devenir météorologue, une personne doit suivre au moins un diplôme de premier cycle universitaire en météorologie. Les normes de l'Organisation météorologique mondiale spécifient que les cours comportent des connaissances en physique et des interactions atmosphériques, les méthodes de mesure et d’analyse des données, le comportement des systèmes météorologiques ainsi que la circulation générale de l’atmosphère et les variations du climat. Le candidat doit appliquer un raisonnement scientifique en vue de résoudre les problèmes qui se posent dans le domaine des sciences de l'atmosphère et de participer à l’analyse et à la prévision météorologique.
Pour les chercheurs, cette formation se poursuit par des études supérieures, alors que pour les prévisionnistes, chaque pays a sa propre façon de les former. Par exemple, le service météorologique du Canada a son propre cours de formation après l'université alors que Météo-France prend en charge toute la formation dès lors que la personne a réussi le concours d'entrée à l'école nationale de la météorologie.  
Dans certains pays, comme aux États-Unis, il y a possibilité d'une formation en météorologie et en communication de niveau collégial ou universitaire, ce qui en fait une troisième voie pour devenir météorologues spécialisé dans les médias. Ceux-ci peuvent faire leur propre prévision et ne sont pas des présentateurs météo qui ne peuvent que diffuser la prévision officielle.

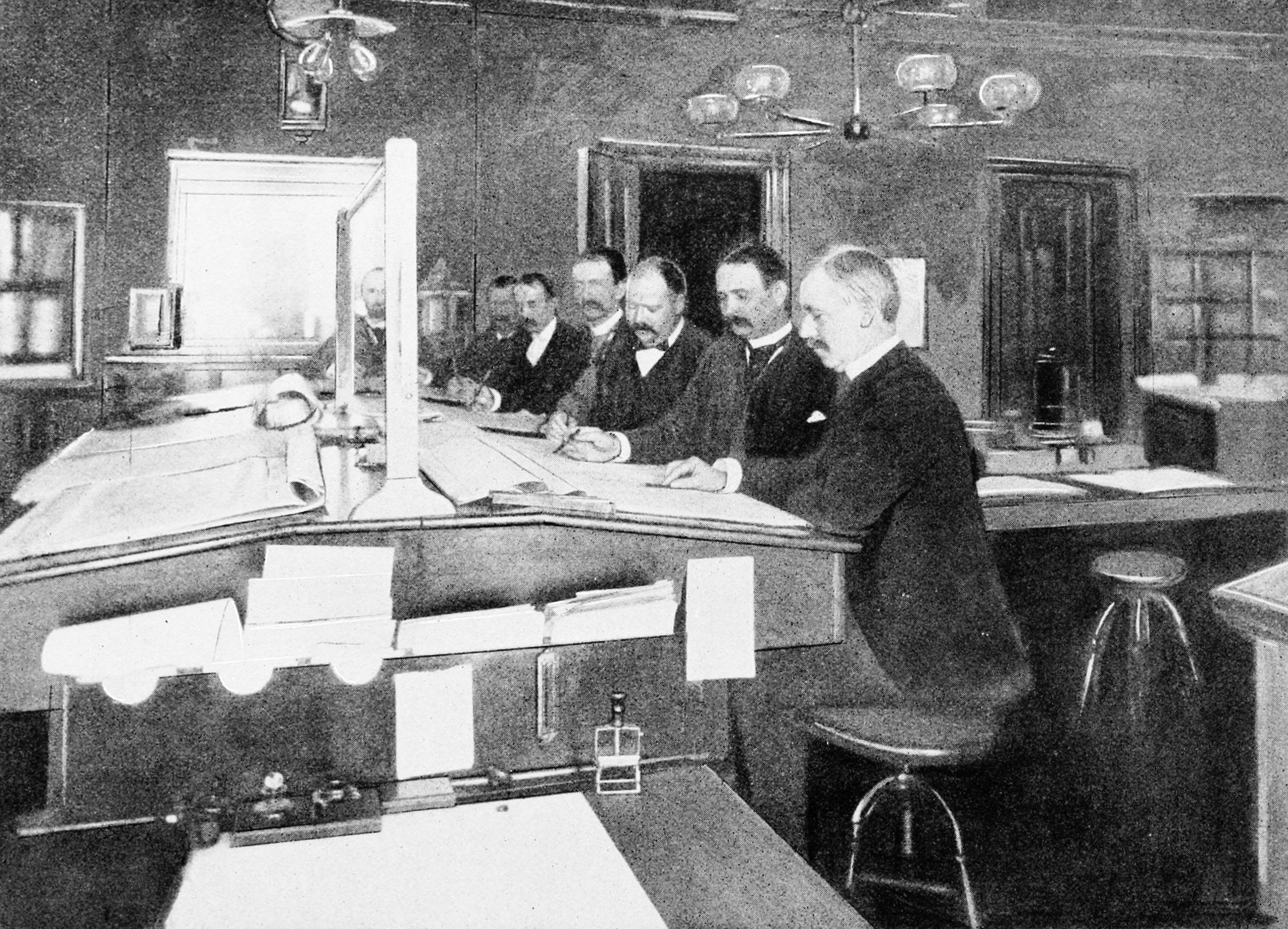
Un groupe de prévisionnistes du Weather Bureau au travail en 1894.
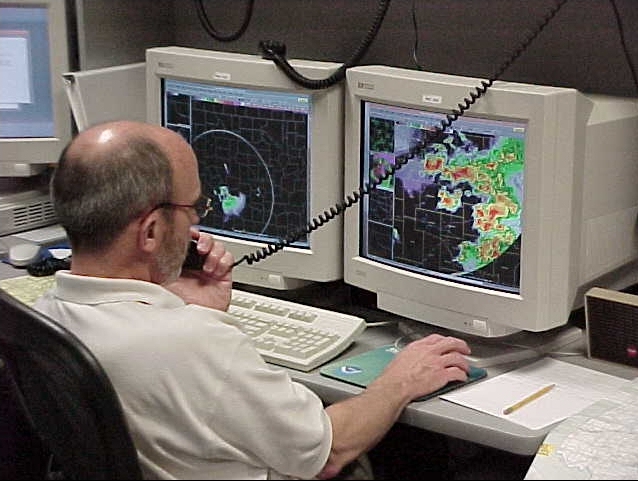
Météorologue en exploitation (prévisionniste) en 2006.
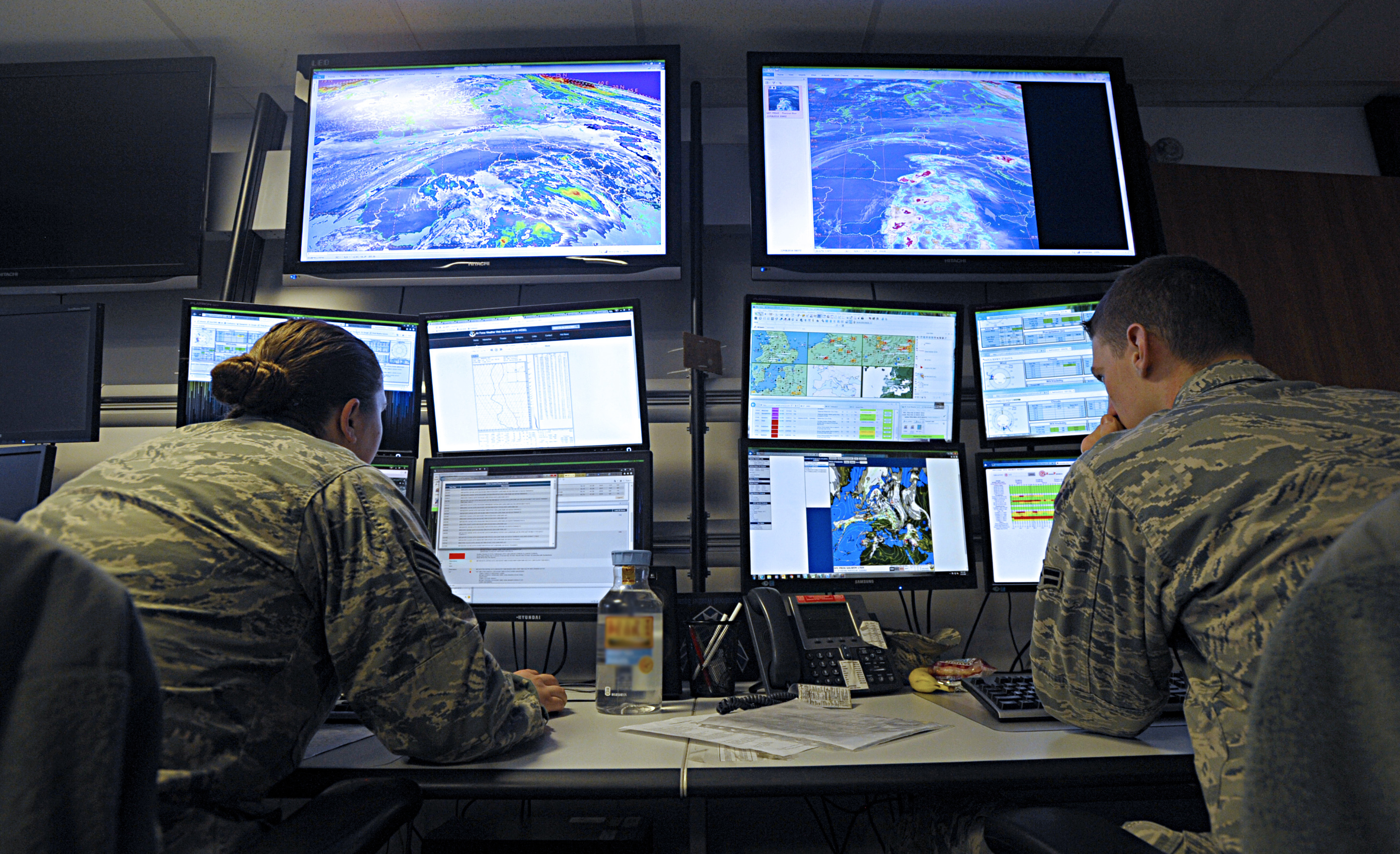
Météorologues militaires américains en 2016.

## Météorologues célèbres
- Francis Beaufort, inventeur de l'échelle de vents qui porte son nom[8].
- Wilhelm Bjerknes, fondateur de la météorologie moderne qui fonda l'École de météorologie de Bergen où les chercheurs qu'il y assembla définirent la théorie des fronts et de la cyclogénèse des latitudes moyennes[9],[10] ;
- Jacob Bjerknes, fils du précédent, qui participa à l'école norvégienne et qui étudia le phénomène du El Niño. Il relia ce dernier à l'Oscillation australe[11] ;
- Felisa Martín Bravo, première femme météorologue d'Espagne malgré la dictature franquiste[12] ;
- George Hadley, premier à introduire l'effet de la rotation de la Terre dans l'explication des alizés et de la circulation atmosphérique.
- Urbain Le Verrier, instigateur du réseau d'observations météorologiques en France[13] ;
- Sverre Petterssen, membre de l'école norvégienne de météorologie et plus tard de l'une des trois équipes de James Stagg pour le débarquement de Normandie ;
- James Stagg, météorologue dans la RAF qui était responsable de trois équipes de météorologistes qui prédirent une accalmie pour le 6 juin 1944, ce qui permit le débarquement de Normandie.
- Evangelista Torricelli, démontre l'existence de la pression atmosphérique et invente le baromètre ;
- Edward Norton Lorenz qui travaille sur la théorie du chaos et rend célèbre l'effet papillon avec, en 1972,  une conférence au titre choc hoc : Prédictibilité : le battement d'ailes d'un papillon au Brésil provoque-t-il une tornade au Texas ?[14].
- Jule Gregory Charney qui réalise en 1950 la première prévision numérique du temps sur ordinateur (l'ENIAC) à Aberdeen[15] ;
- Lewis Fry Richardson qui démontre en 1922 qu'il est possible de calculer l'évolution des paramètres météorologiques avec son "usine à prévoir le temps"[16].